# Reiboldsgrün (Pausa-Mühltroff)
Reiboldsgrün ist eine Wüstung im Forstrevier nördlich von Pausa und liegt daher im Grenzgebiet des sächsischen zum thüringischen Vogtland. Die heutige Wüstung ist spätestens 1451 als Reybersgrune ersterwähnt. Später finden sich die Nennungen Reyberszgrun (1506), von eynem gereum in der Reibersgrun gelegen (1541) und Reibersgrün (1758). In der ersten Hälfte des 19. Jahrhunderts ist die Reiboldsgrün bereits als Wüstung im Kreis Plauen bekannt.
Reiboldsgrün ist nicht zu verwechseln mit Bad Reiboldsgrün bei Auerbach/Vogtl.

## Belege
1. ↑  Reiboldsgrün – HOV | ISGV. Abgerufen am 22. August 2023.

Koordinaten: 50° 37′ N, 12° 0′ O